# Khả năng sinh sản
Khả năng sinh sản hay còn gọi là mắn đẻ là khả năng sinh con đẻ cái một cách tự nhiên. Theo thước đo, tỷ lệ sinh là số con được sinh ra trên mỗi cặp giao phối, cá thể hoặc quần thể.  Khả năng sinh sản khác với khả năng sinh sản kỹ thuật, được định nghĩa là khả năng sinh sản (ảnh hưởng bởi việc sản xuất giao tử, thụ tinh và giữ thai thành công đến khi sinh). Thiếu khả năng sinh sản là vô sinh 1 (infertility) trong khi thiếu khả năng sinh sản kỹ thuật sẽ được gọi là vô sinh 2 (sterility). Khả năng sinh sản của con người phụ thuộc vào các yếu tố dinh dưỡng, hành vi tình dục, huyết thống, văn hóa, bản năng, nội tiết, thời gian, kinh tế, cách sống và cảm xúc.

## Nhân khẩu học
Trong bối cảnh nhân khẩu học, khả năng sinh sản đề cập đến việc sản xuất con cái thực sự, chứ không phải là khả năng vật lý để sản xuất được gọi là khả năng sinh sản kỹ thuật.  Trong khi khả năng sinh sản có thể được đo lường, thì khả năng sinh sản kỹ thuật là không thể.  Các nhà nhân khẩu học đo lường tỷ lệ sinh theo nhiều cách khác nhau, có thể được chia thành các biện pháp "thời kỳ" và " đoàn hệ ".  Các biện pháp "Thời kỳ" đề cập đến một mặt cắt ngang của dân số trong một năm.  Mặt khác, dữ liệu "đoàn hệ", theo cùng một người trong một khoảng thời gian nhiều thập kỷ.  Cả hai biện pháp thời gian và đoàn hệ được sử dụng rộng rãi.

## Sinh học sinh sản
Phụ nữ có chu kỳ nội tiết xác định khi nào họ có thể mang thai.  Chu kỳ dài khoảng hai mươi tám ngày, với thời gian màu mỡ là năm ngày cho mỗi chu kỳ, nhưng có thể sai lệch rất nhiều so với định mức này.  Đàn ông có khả năng sinh sản liên tục, nhưng chất lượng tinh trùng của họ bị ảnh hưởng bởi sức khỏe, tần suất xuất tinh và các yếu tố môi trường. Khả năng sinh sản giảm theo tuổi ở cả hai giới.  Ở phụ nữ, sự suy giảm nhanh hơn, vô sinh hoàn toàn thường xảy ra ở độ tuổi 50. Tỷ lệ mang thai khi quan hệ tình dục là cao nhất khi nó được thực hiện cứ sau 1 hoặc 2 ngày, hoặc cứ sau 2 hoặc 3 ngày.  Các nghiên cứu đã cho thấy không có sự khác biệt đáng kể giữa các tư thế quan hệ tình dục khác nhau và tỷ lệ mang thai, miễn là nó dẫn đến xuất tinh vào âm đạo.

### Chu kỳ kinh nguyệt

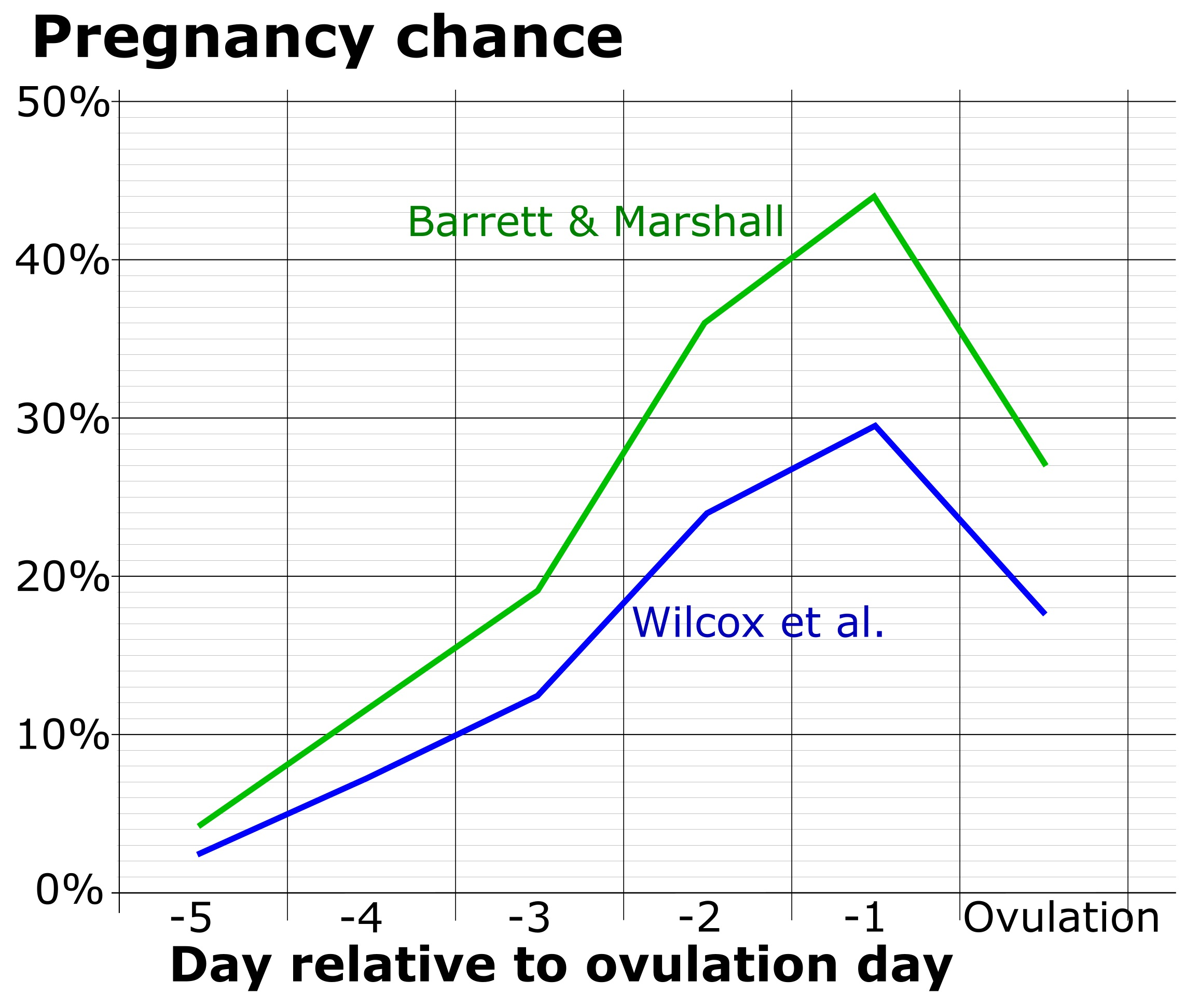
Cơ hội thụ tinh theo ngày chu kỳ kinh nguyệt liên quan đến rụng trứng.

Chu kỳ kinh nguyệt của một người phụ nữ bắt đầu, như nó đã được chỉ định ban đầu một cách tùy tiện, với kinh nguyệt.  Tiếp theo là giai đoạn nang trứng, nơi nồng độ estrogen tăng lên khi trứng trưởng thành (do hormone kích thích nang trứng, hoặc FSH) trong buồng trứng.  Khi nồng độ estrogen lên đến đỉnh điểm, nó sẽ thúc đẩy hoocmon luteinizing (LH) kết thúc quá trình rụng trứng và cho phép nó phá vỡ thành buồng trứng.  Đây là sự rụng trứng.  Trong giai đoạn hoàng thể, sau khi rụng trứng LH và FSH làm cho buồng trứng sau rụng trứng phát triển thành hoàng thể tạo ra progesterone.  Việc sản xuất progesterone ức chế hormone LH và FSH (trong một chu kỳ không mang thai) làm cho hoàng thể bị teo và chu kỳ kinh nguyệt bắt đầu trở lại.
Khả năng sinh sản cao điểm xảy ra chỉ trong vài ngày của chu kỳ: thường là hai ngày trước và hai ngày sau ngày rụng trứng. Cửa sổ có thai này thay đổi từ phụ nữ sang phụ nữ, giống như ngày rụng trứng thường thay đổi theo chu kỳ cho cùng một phụ nữ.  Các noãn thường có khả năng được thụ tinh cho đến 48 giờ sau khi nó được phát hành từ buồng trứng.  Tinh trùng tồn tại bên trong tử cung trung bình từ 48 đến 72 giờ, tối đa là 120 giờ (5 ngày). Những khoảng thời gian và khoảng thời gian này là yếu tố quan trọng đối với các cặp vợ chồng sử dụng phương pháp tránh thai theo chu kỳ.